# 칼레드 모하메드 사이드
칼레드 모하메드 사이드(1982년 1월 27일 ~ 2010년 6월 6일)는 이집트의 청년으로 2011년 이집트 혁명의 상징적 인물이다. 2010년 6월 6일 알렉산드리아에서 의문사했다. 사이드는 죽기 직전 이집트 경찰에 체포됐던 것으로 알려졌다.
이후 사이드의 손상된 시신 사진이 온라인에서 전파됐다. 이 사진은 많은 사람들의 분노를 촉발했으며, 이집트의 보안군에게 살해됐다는 주장이 제기됐다.
그의 죽음 이후 와엘 고님은 "우리는 모두 칼레드 사이드"라는 페이스북 그룹을 개설했다. 한동안 그의 죽음이 이 사이트를 통해 회자됐고, 이렇게 쌓인 분노가 2011년 이집트 혁명으로 폭발했다.

## 생애
사이드의 아버지는 그가 어릴 때 사망했다. 이후 그는 편모와 다른 친척들 슬하에서 자랐다. 컴퓨터에 관심이 많았던 사이드는 커서 미국에 건너가 컴퓨터 프로그래밍을 공부하기도 했다. 또한 사이드는 음악에 관심이 많아, 작곡을 시도한 것으로도 알려졌다.

## 사망

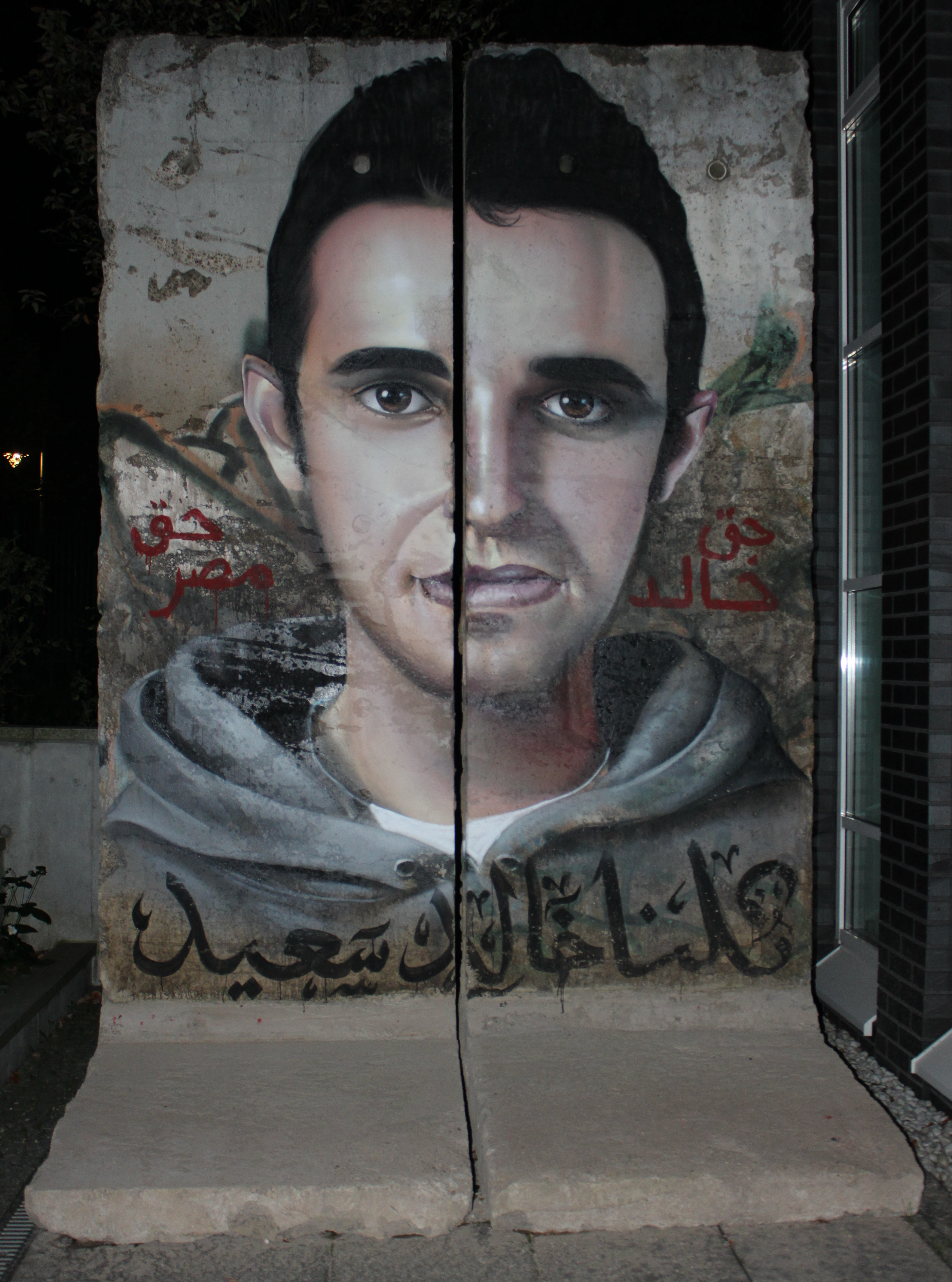
칼레드 모하메드 사이드의 죽음 베를린 장벽에 낙서

2010년 6월, 사이드는 한 인터넷 카페의 2층에 앉아 있었다. 알렉산드리아의 한 지역인 시디 가베르의 형사 두 명이 카페에 들어와 사이드를 체포해 경찰차로 끌고 갔다. 끌려가는 동안 사이드는 형사들에게 폭행당한 것으로 전해졌다. 물건으로 때리기까지 했다는 말도 있다.
복수의 목격자의 증언에 따르면, 사이드는 경찰의 폭행 때문에 사망한 것이다. 반면, 경찰이 밝힌 사인은 질식사다. 법의학 당국(Forensic Authorities)에 따르면, 부검 결과 사이드는 하시시 한 묶음을 삼키려다가 숨진 것이다. 또한 경찰 측은 "사이드는 절도와 무기소지로 수배중이었으며, 체포에 저항했다"고도 밝혔다.
한편, 사망 사건에 연루된 두 명의 경찰관들은 사이드의 죽음과 관련된 조사를 받느라 4일간 구류되었다. 유가족들은 사이드가 "경찰관들이 마약 거래를 하는 비디오를 가졌다는 이유로 죽도록 고문을 당했다"고 말했다.
사이드가 이용했던 인터넷 카페의 주인은 자신이 사이드가 맞아 죽는 것을 본 증인이라고 말했다. 그에 따르면 형사들은 길 건너편 건물 입구에서 사이드를 죽였다. 이집트의 야당인 엘-가드의 신문과의 인터뷰에서 카페 주인은 "경찰들이 사이드를 근처 빌딩으로 끌고간 뒤, 철문, 계단과 벽에 그의 머리를 박았다. 마침 지나던 두 명의 의사가 그를 살려보려 했으나 헛일이었다. 경찰은 이에 아랑곳하지 않고 폭행을 계속했다." 이집트 인권기구(Egyptian Organization for Human Rights)는 이 일이 사실이라고 확인했다.
전 이집트 수석 검시관 아이만 푸다(Ayman Fouda)는 한 인터뷰에서 사이드의 검시 이후에 필요한 조치들에 대해 언급한 바 있다. 그에 따르면 "부상이 일어난 원인"에 대한 조사가 필수적이며, 뇌진탕이 있었는지 뇌를 분석해야 하지만, 검시관은 두 가지를 모두 하지 않았다.

## 사회적 파장
사이드의 죽음 이후 그의 시체 사진이 인터넷에 공개됐다. 그의 죽음에 대한 대중적인 분노가 일었으며, 추모 페이지에는 수십만 명의 사람들이 몰려들었다. 칼레드 사이드의 추모 페이지는 이집트의 반체제 페이스북 페이지 중에 최대 규모가 됐다. 사진의 참담함과 국제적인 비난 여론 때문에 이집트 정부는 사이드의 죽음에 연루된 두 형사에 대한 재판을 여는 데 동의했다. 인권단체 휴먼 라이츠 워치(Human Rights Watch)는 보도자료에서 "인터넷에 떠도는 망가지고 변형된 사이드의 얼굴 사진에서 두개골 골절, 턱 탈구, 코 부러짐과 같은 각종 외상의 징후가 보인다"며, 이 사진들이 "사복 보안 요원들이 공공연한 방식으로 잔인하게 폭행을 저질렀음을 보여주는 강력한 증거"라고 했다.

### 대중 시위
2010년 6월 25일, 모하메드 엘바라데이 전 국제 원자력 기구 사무총장이 알렉산드리아에서 경찰의 폭행에 반대하는 행진을 이끌었다. 행진 대열은 사이드의 유가족을 방문, 애도의 뜻을 전했다. 카이로의 타흐리르 광장과 런던의 주영 이집트 대사관 앞에서도 사이드의 죽음에 분노한 집회가 있었다. 이집트 보안 당국은 타흐리르 광장에서 30명의 시위대를 체포했다.
사이드의 죽음은 무바라크 대통령 하야로 연결된 2011년 초의 혁명에서도 촉매제 역할을 했다.

## 같이 보기
- 무하마드 부아지지